# Halomethaan
In de organische scheikunde duidt een halomethaan iedere verbinding aan tussen methaan (CH4) en een van de (formeel) 5 halogeenelementen. Hierbij wordt één of meer waterstofatomen van de methaanmolecule vervangen door één of meerdere halogenen. Door hun covalente binding zijn de meeste halomethanen erg stabiel. De halomethanen vormen een subklasse van de omvangrijke groep der halogeenalkanen.
Astaat is bij de 5 halogenen wel meegeteld, maar astaatmethanen zijn niet beschreven. De verklaring hiervoor is dat alle isotopen van astaat radioactief zijn. De grootste halveringstijd is iets meer dan 8 uur. Bovendien komt astaat in zeer kleine hoeveelheden voor op Aarde.
Er wordt onderscheid gemaakt tussen de homo- en heteronucleaire halomethanen. De homonucleaire halomethanen bevatten slechts 1 soort halogeen, terwijl de heteronucleaire halomethanen meerdere soorten halogenen bevatten.

## Eigenschappen
Algemeen geldt dat zeker voor de fluor- en chloor-halomethanen de brandbaarheid met het stijgen van het aantal halogeen-atomen afneemt.

### Fluormethanen
In zijn algemeenheid geldt dat de koolstof-fluor-binding zo stabiel is, dat de verschillende fluormethanen (CH3F, CH2F2, CHF3 en CF4) in hun chemie niet veel reactiever zijn dan methaan zelf. De neiging om met zuurstof te reageren (verbranden) neemt in de serie steeds verder af.

### Monohalomethaan
In de mono-halomethanen (CH3Cl, CH3Br en CH3I) vormt het halogeen een goede leaving group. De stoffen worden gebruikt als methylerend reagens. Dat betekent dat de stoffen makkelijk met nucleofielen, zoals DNA en eiwitten, reageren. De verbindingen zijn dan ook toxisch, mutageen en carcinogeen. In verband met de vluchtigheid, de eerste twee zijn gassen, werden deze stoffen in de intensieve tuinbouw gebruikt om grond te desinfecteren (vaak werd broommethaan gebruikt, vandaar de term bromeren).

### Dihalomethaan
De dihalomethanen (CH2Cl2, CH2Br2 en CH2I2) worden ook vaak aangeduid als methyleenhalogeniden. In de dihalomethanen kunnen de halogeenatomen niet meer als leaving group optreden. Sterische hindering rond het koolstofatoom voorkomt de vorming van de voor de SN2-reactie noodzakelijke overgangstoestand. Anderzijds is het waterstofatoom nog niet zuur genoeg om met willekeurige basen te reageren en ook het eventueel te vormen koolstofradicaal mist stabiliteit. Al deze eigenschappen maakt deze groep verbindingen de minst giftige/mutagene/carcinogene van de halomethanen.

### Trihalomethaan
Deze groep verbindingen (CHCl3, CHBr3 en CHI3) wordt naar analogie met chloroform vaak aangeduid als haloformen. De stoffen zijn gevoelig voor sterke basen. Het waterstofion wordt makkelijk afgesplitst, waarbij eerst een trihalomethyl-anion gevormd wordt, dat snel onder afstoten van een halogenide-ion overgaat in het carbeen. Homolytische splitsing is voor deze groep halomethanen al mogelijk. De gevormde radicalen vormen een risico voor organismen als toxine, mutageen en carcinogeen

### Tetrahalomethaan
Deze groep verbindingen (CCl4, CBr4, CI4 en CF4) is niet gevoelig voor basen of nucleofielen, wel voor homolytische splitsing. De vorming van het radicaal gaat makkelijker dan bij de trihalomethanen. De verbindingen zijn dan ook sterker dan toxine, mutageen en carcinogeen dan de trihaloverbindingen.

## Lijst van halomethanen

### Homonucleaire halomethanen
| Fluormethanen     | Fluormethanen |  | Chloormethanen     | Chloormethanen |  | Broommethanen     | Broommethanen |  | Joodmethanen     | Joodmethanen |
| Naam              | Brutoformule  |  | Naam               | Brutoformule   |  | Naam              | Brutoformule  |  | Naam             | Brutoformule |
| ----------------- | ------------- |  | ------------------ | -------------- |  | ----------------- | ------------- |  | ---------------- | ------------ |
| Fluormethaan      | CH3F          |  | Chloormethaan      | CH3Cl          |  | Broommethaan      | CH3Br         |  | Joodmethaan      | CH3I         |
| Difluormethaan    | CH2F2         |  | Dichloormethaan    | CH2Cl2         |  | Dibroommethaan    | CH2Br2        |  | Di-joodmethaan   | CH2I2        |
| Trifluormethaan   | CHF3          |  | Trichloormethaan   | CHCl3          |  | Tribroommethaan   | CHBr3         |  | Tri-joodmethaan  | CHI3         |
| Tetrafluormethaan | CF4           |  | Tetrachloormethaan | CCl4           |  | Tetrabroommethaan | CBr4          |  | Tetrajoodmethaan | CI4          |

### Heteronucleaire halomethanen
| Combinaties            | Combinaties  |
| Naam                   | Brutoformule |
| ---------------------- | ------------ |
| Chloorfluormethaan     | CH2ClF       |
| Broomfluormethaan      | CH2BrF       |
| Broomchloormethaan     | CH2BrCl      |
| Chloordifluormethaan   | CHClF2       |
| Dichloorfluormethaan   | CHCl2F       |
| Chloortrifluormethaan  | CClF3        |
| Trichloorfluormethaan  | CCl3F        |
| Dichloordifluormethaan | CCl2F2       |